# Tephrosia florida
Tephrosia florida är en ärtväxtart som först beskrevs av Friedrich Gottlieb Dietrich, och fick sitt nu gällande namn av C.E.Wood. Tephrosia florida ingår i släktet Tephrosia och familjen ärtväxter. Utöver nominatformen finns också underarten T. f. florida.